# Wspólnota Miłość i Miłosierdzie Jezusa
Wspólnota Miłość i Miłosierdzie Jezusa – chrześcijańska grupa religijna o charakterze charyzmatycznym kierowana przez ks. Daniela Galusa. Miejscem jej spotkań jest tzw. pustelnia, która znajduje się w miejscowości Czatachowa (woj. śląskie). Wspólnota nigdy nie została formalnie zatwierdzona przez władze kościelne, a z biegiem czasu narastały wokół niej coraz większe kontrowersje. Od 2022 roku ks. Galus obłożony jest karą suspensy, a podejmowana przez niego działalność duszpasterska nie ma aprobaty Kościoła katolickiego.

## Historia
Daniel Galus przyjął święcenia kapłańskie w 2007 roku z przeznaczeniem do posługi w istniejącej wówczas Wspólnocie Pustelników pw. Św. Antoniego Opata. Trafił do niej po tym, jak opuścił Zakon Świętego Pawła Pierwszego Pustelnika (paulinów) przed złożeniem ślubów wieczystych. Wspólnota ta miała jednak formę zwykłego stowarzyszenia, nie była więc zakonem ani instytutem życia konsekrowanego, choć jej działalność aprobował ówczesny metropolita częstochowski, abp Stanisław Nowak. W jej skład wchodzili pustelnicy, którzy od początku lat 90. XX wieku osiedlali się w okolicy wsi Czatachowa. Sam ks. Galus nie złożył jednak nigdy ślubów pustelniczych.
Mieszkając w pustelni ks. Galus nawiązał kontakty ze Wspólnotą Przymierza Rodzin „Mamre”, która jednak po pewnym czasie zrezygnowała ze współpracy z nim. Wtedy część wiernych z okolic Myszkowa zaczęła gromadzić się na spotkaniach modlitewnych w pustelni w Czatachowej. Stali się oni zaczątkiem Wspólnoty Miłość i Miłosierdzie Jezusa, która za dzień swojego powstania przyjmuje 5 lutego 2010 roku, choć nie stało się to na mocy decyzji biskupa miejsca. Częstochowska kuria zaznacza więc, że wspólnota formalnie nigdy nie powstała, a także nie posiada zatwierdzonego statutu. Projekt statutu złożony w 2013 roku nie uzyskał akceptacji ze względów formalnych i merytorycznych, natomiast w kolejnych latach Wspólnota nie podjęła prób uregulowania swojego statusu. W 2014 roku biskup Andrzej Czaja po analizie treści rozpowszechnianych przez Wspólnotę Miłość i Miłosiedzie Jezusa stwierdził, że można się w nich dopatrzyć znamion sekty. Jego niepokój wzbudził swoisty kult jednostki i postrzeganie ks. Galusa jako „proroka naszych czasów”.
Wspólnota Pustelników przestała istnieć w dniu 1 lipca 2016 roku, gdy wygasły statuty nadane jej na czas określony. W kolejnych latach konflikt między kurią archidiecezjalną a ks. Galusem narastał, ponieważ ten ostatni bez zgody swoich przełożonych powołał do życia trzy fundacje i rozpoczął budowę tzw. „Domu Maryi”, który w zamyśle miał być „domem nowej ewangelizacji”. W 2020 roku nakazano mu odbycie półrocznych rekolekcji w odosobnieniu oraz opuszczenie pustelni, czemu się nie podporządkował. W lutym 2022 roku Stolica Apostolska poinformowała, że duchowny ma rozpocząć czas sześciomiesięcznych rekolekcji od 19 lutego tego samego roku, powstrzymując się tym samym od wszelkiej publicznej działalności, a Eucharystię mógłby sprawować maksymalnie dla jednego wiernego. Duchowny odpowiedział na list z Watykanu, zaznaczając, że „wolą Boga” jest, aby pozostał on w swoim dotychczasowym miejscu posługi. Tym samym po raz kolejny nie podporządkował się decyzjom swoich zwierzchników kościelnych.
29 marca 2022 roku ks. Daniel Galus został ukarany karą suspensy przez metropolitę częstochowskiego, arcybiskupa Wacława Depo. Na mocy wydanego dekretu ksiądz ma całkowity zakaz sprawowania czynności kapłańskich i noszenia stroju duchownego. Od tej pory każda podejmowana przez niego działalność duszpasterska nie ma aprobaty Kościoła katolickiego. Z kolei Wspólnota Miłość i Miłosierdzie Jezusa otrzymała zakaz używania określenia „katolicka”. Wierni w niej zrzeszeni zostali skierowani pod opiekę księży działających w ramach Odnowy w Duchu Świętym.
Na początku lutego 2025 roku kuria w Częstochowie dowiedziała się o planach zamachu, którego ofiarą miał paść abp Wacław Depo. Sprawa została zgłoszona na prokuraturę. Jak ustalili dziennikarze Onetu, zawiadomienie może mieć związek z ostrymi wypowiedziami ks. Daniela Galusa.